# Johann Christoph Müller

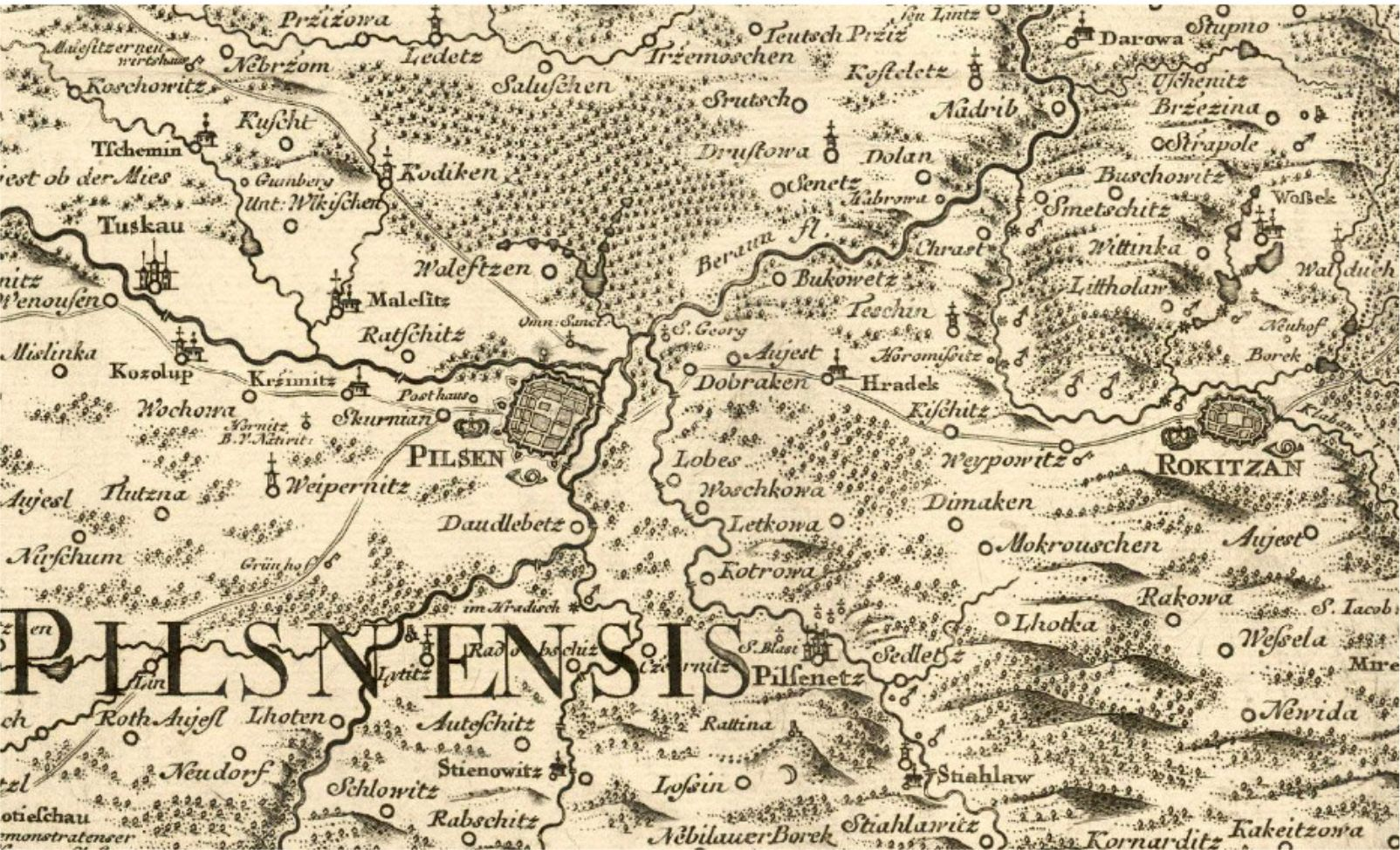
Karte der Umgebung von Pilsen

Johann Christoph Müller (* 15. März 1673 in Wöhrd; † 21. Juni 1721 in Wien) war ein deutscher Kartograf und Ingenieuroffizier in österreichischen Diensten.

## Leben und Wirken
Johann Christoph Müller war der Sohn des Johann Müller, der Lehrer an der Schule in Wöhrd bei Nürnberg war, und der Ursula, geb. Luft. Sein Bruder Johann Heinrich Müller (1671–1731) war Astronom. 
Nachdem Müller von 1692 bis 1696, wie zuvor sein Bruder, Assistent von Georg Christoph Eimmart an der Nürnberger Sternwarte gewesen war, trat er in die Dienste von Luigi Ferdinando Marsigli. Dieser hatte im Krieg gegen die Türken in Osteuropa zahlreiche Skizzen erstellt und suchte einen Mitarbeiter zur Herstellung von Karten. 
Aus der Zusammenarbeit von Müller und Marsigli entstanden die ersten einigermaßen genauen Karten Ungarns. So war bis dahin das Donauknie östlich von Esztergom nicht in den Karten dargestellt. Auch die ersten genauen Karten Böhmens, Mährens und der Grafschaft Glatz wurden von Müller hergestellt. Marsigli wurde 1703 unehrenhaft aus der Armee entlassen.
Müller war einer bedeutendsten Kartografen Österreichs und Ungarns. Von seinen Karten haben sich etwa 300 erhalten. 
Johann Christoph Müller starb 1721 unverheiratet und ohne Kinder.

## Werke
- Tabula Generalis Marchionatus Moraviæ In Sex Circulos Divisæ / quos Mandato Cæsareo accuratè emensus hac mappa delineatos exhibet Ioh. Christoph. Müller S.C.M. Capitan ; Editore Ioh. Bapt. Homanno Noribergæ, [vor 1724] (Digitalisat)